# Bolborhachium chelyum
Bolborhachium chelyum là một loài bọ cánh cứng trong họ Geotrupidae. Loài này được miêu tả khoa học năm 1888 bởi Blackburn.